# 讜言社
讜言社，江西省議會的兩大政黨之一。主要成員有黃大薰、吳鈁、饒正音、胡廷校、李澤蘭、徐文輝、郭衛城等人。黨員大多屬於原進步党成員，隸屬北京憲法研究會，政治系譜上接近安福系，政治活動中還有省長戚揚給予的津貼，因此被視為「官派」。